# Serafim Keropowitsch Patkanow
Serafim Keropowitsch Patkanow (* 28. Julijul. / 9. August 1860greg. in Nachitschewan am Don; † 1918) (?); wiss. Serafim Keropovič Patkanov, russ.  Серафим Керопович Патканов, war ein russischer Statistiker, Ökonom und Ethnograph.
In St. Petersburg erschienen von 1888 bis 1893 seine Materialien zur Untersuchung der wirtschaftlichen Lage der russischen Bauern und Eingeborenen Westsibiriens (Материалов для изучения экономического быта крестьян и инородцев Западной Сибири).
Sein Bericht über die Irtysch-Ostjaken und ihre Volkspoesie (St. Peterburg 1897–1900, russ.) gilt als wichtige Quelle für die Schamanismusforschung.